# Danube Flats

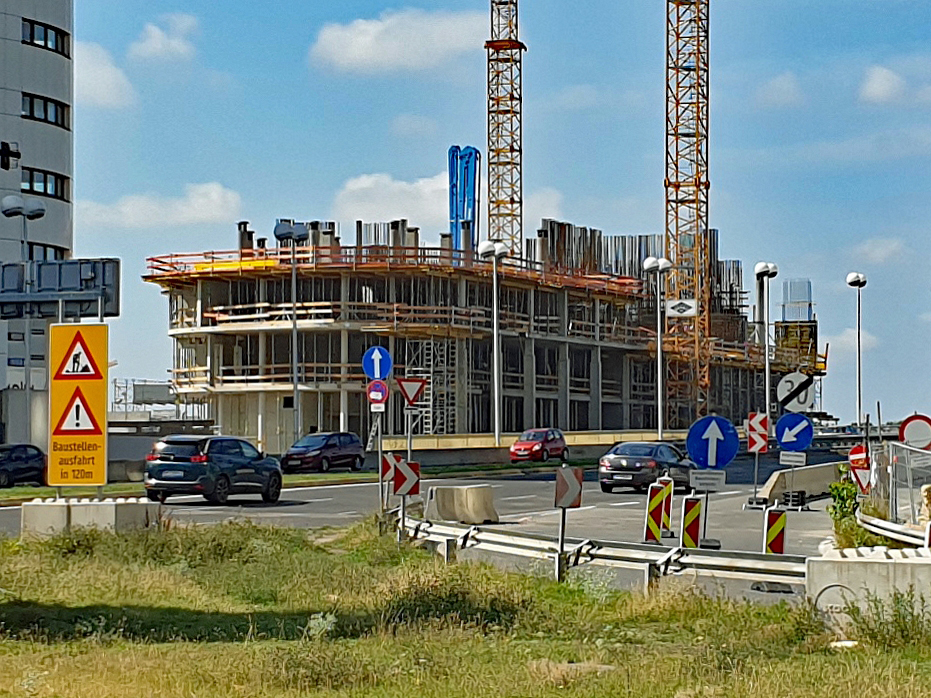
Baustelle Danube Flats im Juli 2021

Danube Flats ist das Projekt eines 180 Meter hohen Wohnturms am Ufer der Donau in der Donau City im 22. Wiener Gemeindebezirk Donaustadt. Auf 48 Geschoßen verteilt sollen rund 600 frei finanzierte Eigentums- und Vorsorgewohnungen entstehen. Baubeginn war im April 2019, die Fertigstellung wurde für 2023 geplant, verzögert sich aber bis 2025.

## Wettbewerb
Am 19. April 2012 wurden die Ausschreibungsunterlagen für das Projekt Danube Flats an eine Gruppe von Architektenteams übergeben. Die Aufgabe dieses Wettbewerbs bestand darin, auf der zirka 1,24 ha großen Liegenschaft Wagramer Straße 2 ein Wohnquartier mit attraktiven Nutzungen, im Besonderen auch in den Erd- und Sockelgeschoßen zu entwickeln.
Am 5. September 2012 fiel die Entscheidung auf den Entwurf der project A01 architects ZT GmbH, Wien.
Am 16. November 2018 hat das Verwaltungsgericht in Wien den Baubescheid für das Hochhausprojekt „Danube Flats“ in der Donaustadt bestätigt und wies damit Anrainerbeschwerden ab. Der Vorgängerbau wurde bis Ende des Jahres 2018 abgerissen und im April 2019 erfolgte der Beginn der Tiefbauarbeiten. Der Hochbau startete im 1. Quartal 2021.

## Kritik
Die Initiative Kaisermühlen bemängelt, dass durch den Bau der Danube Flats für die Bewohner des Hochhauses Neue Donau Verschlechterungen der Lebensqualität einhergehen könnten, einerseits durch die eingeschränkte Sicht auf die Donau, andererseits durch eine befürchtete Zunahme von Lärm und Wind.
Der Hauptkritikpunkt ist jedoch, dass in dem wichtigen Stadtentwicklungsgebiet Donau City seitens der Bauträger Soravia und S+B Gruppe vorwiegend frei finanzierte Luxus-Wohnungen anstatt von leistbaren Wohnraum geschaffen werden.